# Gold Coast Football Club
Gold Coast Football Club, apodados the Suns, es un equipo de fútbol australiano profesional, situado en Gold Coast (Queensland). El club fue fundado como la decimoséptima franquicia de expansión de la Australian Football League, y debutó en esa competición en 2011.

## Historia
Desde 1996, la liga profesional de fútbol australiano (AFL) contaba con 16 equipos, y se había abierto a la expansión del deporte por todo el país. A finales de 2007, el campeonato confirmó una expansión de la liga con dos clubes nuevos, y en enero de 2008 se confirmó que una de las franquicias recaía en Gold Coast, Queensland. Dicho estado ya contaba con Brisbane Lions, y la creación de una segunda franquicia en Gold Coast estaba destinada a ampliar el mercado del fútbol australiano en el este del país.
En marzo de 2008, la AFL aprobó el ingreso de Gold Coast Football Club a partir de la temporada 2011. Antes de ingresar en la competición, el club tenía que jugar en ligas inferiores para ganar experiencia. De este modo, se estableció que jugaría la competición juvenil TAC Cup en 2009, para pasar a la liga estatal de Victoria en 2010. También se proyectó una ampliación a 25.000 localidades del estadio de Gold Coast, Carrara Stadium, que se convertiría en campo de juego habitual de la franquicia.
Gold Coast terminó quinto en la TAC Cup de 2009, y en la liga de Victoria acumuló un récord de cinco derrotas por 12 victorias y un empate, finalizando en décima posición entre 14 participantes. Para la temporada 2011, Gold Coast tuvo preferencia a la hora de elegir jóvenes promesas en el draft y fichar agentes libres. Su debut en liga profesional será frente a Richmond FC.

## Estadio
Gold Coast Football Club jugará sus partidos como local en Carrara Stadium (Gold Coast Stadium), situado a las afueras de Gold Coast. El campo cuenta con capacidad para 25.000 espectadores, tras una ampliación de aforo realizada con fondos del Gobierno de Queensland y patrocinadores privados.
Como parte de un acuerdo con el otro equipo de Queensland, Brisbane Lions, Gold Coast Suns jugará algunos de sus encuentro en The Gabba, situado en Brisbane y con capacidad para 42.000 espectadores.